# Changbai
| Kreis Changbai 长白縣 – 장백현               | Kreis Changbai 长白縣 – 장백현  |
| -------------------------------------------- | ------------------------------- |
| Nordhang des Baitou Shan im Changbai-Gebirge |                                 |
| Chinesische Bezeichnung                      |                                 |
| Langzeichen                                  | 長白朝鮮族自治縣                |
| Kurzzeichen                                  | 长白朝鲜族自治县                |
| Pinyin                                       | Zhǎngbái cháoxiǎnzú zìzhìxiàn   |
| W.G.                                         |                                 |
| Koreanische Bezeichnung                      |                                 |
| Hangeul                                      | 장백조선족자치현                |
| Hanja                                        | 長白朝鮮族自治縣                |
| M.R.                                         | Changbaek Chosǒnjok Chach’ihyǒn |
| R.R.                                         | Jangbaeg Joseonjog Jachihyeon   |
| Lage Changbais in Baishan                    |                                 |

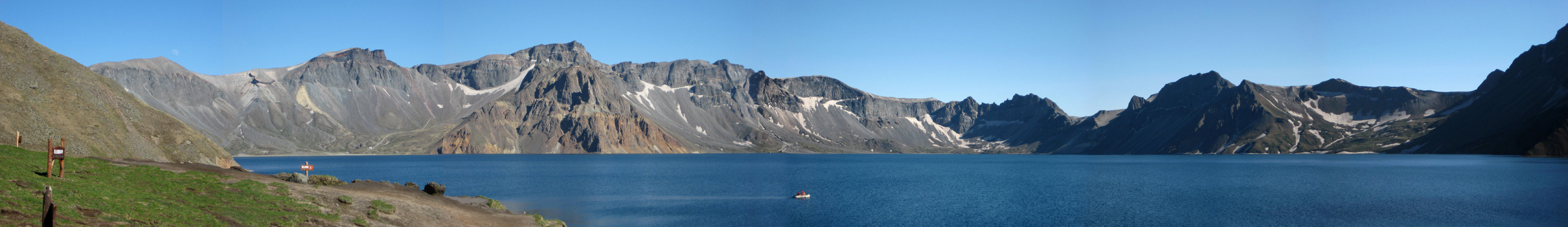
Der Himmelssee auf dem Baitou Shan

Der Autonome Kreis Changbai der Koreaner liegt in der bezirksfreien Stadt Baishan, Provinz Jilin, Volksrepublik China. Sein Hauptort ist die Großgemeinde Changbai (chin. 长白镇, korean. 장백 진 Changbaek Jin). 
Er hat eine Fläche von 2.496 km² und 72.550 Einwohner (Stand: Zensus 2010).